# 883 Matterania
883 Matterania
883 Matterania là một tiểu hành tinh ở vành đai chính, thuộc nhóm tiểu hành tinh Flora. Nó được xếp loại tiểu hành tinh kiểu S, có bề mặt sáng. Thời gian quay vòng của nó là 5,64 giờ.
Tiểu hành tinh này do Max Wolf phát hiện ngày 14.9.1917 ở Heidelberg, và được đặt theo tên August Matter, người làm các tấm kẽm chụp hình cho Max Wolf.